# トパーズ (ロケット)
トパーズ（Topaze）はフランスのロケット。トパーズVE111CとVE111Lの2バージョン存在する。
SEREB（現アエロスパシアル）によって製造され、1960年代にONERAがアマギールから打ち上げを行った。

## トパーズVE111C
宝石シリーズの初の誘導式ロケットでNA802モータを使用。6機のVE111C打上げ成功によって、コンセプトの実証に成功する。残りの4機はVE111CIバージョンとしてフランスの潜水艦発射ミサイルMSBSのために、故意に設定した不安定な状態からのリカバリー実証試験を行った。
- ペイロード重量: 410 kg
- 総重量: 2900 kg
- 全長: 7.07 m
- 直径: 0.80 m
- 高度: 80 km
- 離陸時の推力: 120.0 kN
- 初飛行: 1962-12-19
- 最終飛行: 1964-12-15
- 回数: 10

## トパーズVE111L
NA803モータを使用。スラスト・ベクトリングの実証に成功する。最後の2機は慣性航法システムを搭載して発射された。
- ペイロード重量: 360 kg
- 総重量: 3434 kg
- 全長: 7.90 m
- 直径: 0.80 m
- 高度: 110 km
- 離陸時の推力: 147.0 kN
- 初飛行: 1963-12-21
- 最終飛行: 1965-05-21
- 回数: 4